# Eufuismo
Con eufuismo si indica lo stile letterario, d'uso in Inghilterra tra il 1570 e il 1590, caratterizzato da un gusto manieristico e dall'uso abbondante di figure retoriche.
William Shakespeare ne fu uno dei principali "utilizzatori" durante il suo primo periodo.

## Origine e definizione
La definizione deriva dal romanzo intitolato Euphues o l'anatomia dell'ingegno (Euphues: the Anatomy of Wit, 1578), scritto da John Lyly. Lyly s'ispirò all'opera letteraria Scholemaster di Roger Ascham (1570) dove veniva citata La Repubblica di Platone, comprendente il termine greco εὐφυής ("naturalmente dotato" a livello sia fisico sia mentale).
Nel romanzo di Lyly, Euphues è il protagonista ateniese coinvolto nella dilagante corruzione di Napoli. La parola anatomia del titolo, molto in voga all'epoca,  indicava l'analisi di una questione di attualità, mentre la parola wit indicava la brama di conoscenza, tipica del Rinascimento, raggiungibile tramite l'arguzia e il concetto.

## Struttura sintattica
La struttura sintattica è quanto mai elaborata, e frequenti e pedanti le digressioni erudite. Shakespeare nel suo Enrico IV mette in bocca a Falstaff (personaggio comico) sentenze morali ricalcanti la struttura dell'eufuismo, irridenti questa moda letteraria imperante alla corte di Elisabetta che nonostante il dileggio, influenzò sostanzialmente Shakespeare.
L'Eufuismo è stato paragonato al Gongorismo spagnolo ed al Marinismo italiano, contraddistinti dall'uso di metafore e figure retoriche immaginifiche. Nell'Eufuismo la struttura è simmetrica ed è costituita da antitesi e parallelismi ricchi di metafore, similitudini, domande retoriche, allitterazioni e assonanze.
Lyly condusse l'Eufuismo alla popolarità col suo secondo romanzo, Euphues and His England ("Eufue e la sua Inghilterra"), nel quale descrive le avventure inglesi del protagonista.
Nonostante il rapido successo dell'Eufuismo e l'altrettanta repentina caduta in disgrazia, la traccia lasciata dall'Eufuismo nella cultura e nella lingua inglese fu più duratura, e Edward Blount affermò nel 1632 che la nazione inglese aveva ricevuto da Lyly un nuovo idioma.